# تیم ب
تیم ب برای اولین بار توسط محمد جواد ظریف وزیر امور خارجه ایران در سفر او به نیویورک به کار برده شد. این تیم به افرادی چون محمد بن زاید (نائب فرمانده کل قوای مسلح امارات متحده عربی)، محمد بن سلمان (ولیعهد عربستان)، بنیامین نتانیاهو (نخست وزیر اسرائیل) و جان بولتون (مشاور امنیت ملی ترامپ) گفته می شود، که شخصیت هایی هستند که آمریکا را ترغیب به درگیری نظامی با ایران می کنند. 
  این نامگذاری مورد توجه رسانه های داخلی و خارجی قرار گرفت. 
ظریف علت این نامگذاری را در مصاحبه با  شبکه سی‌بی‌اس این گونه تشریح  کرد، من کسانی را تیم ب می‌نامم که همواره برای ایجاد تنش تلاش کرده‌اند، نتانیاهو خودش معترف است که برای قرار دادن اسم سپاه در فهرست سازمان های تروریستی و همچنین خروج از برجام، آمریکا را تحت فشار قرار داده است. بولتون نیز گفته است که برای مواجه شدن با ایران به ریاست جمهوری ترامپ نیاز داریم. بن زائد و بن سلمان نیز کسانی هستند که به ترامپ تضمین داده‌اند نفت ایران را جایگزین خواهند کرد. 

## سیاست های تیم ب
در پی توییت‌های روز جمعه ۲۷ اردیبهشت دونالد ترامپ، رئیس جمهوری ایالات متحده، که گزارش برخی  رسانه های آمریکایی درباره ی خاورمیانه را جعلی دانست و نوشت در چنین شرایطی ایران نمی‌تواند دریابد که باید چه فکری بکند، وزیر خارجه ایران در پاسخ به این توییت نوشت:" با توجه به این که تیم ب یک کار می‌کند و دونالد ترامپ چیز دیگری می‌گوید، مشخص است که ایالات متحده نمی‌داند چه فکری باید بکند." 
ظریف در سفر اخیرش به نیویورك، در اندیشكده «انجمن آسیایی» و همچنین گفت وگو با رسانه های مختلف بیان کرده است که تیم ب می خواهد ترامپ را برخلاف وعده های انتخاباتی او، به سوی یک درگیری بکشاند و او تیم ب را به عنوان تحریک کننده های دولت ترامپ  معرفی می نماید.   او به شواهدی چون ورود پهپاد جاسوسی MQ9 به آب‌های سرزمینی ایران  و خرید قایق‌های تندرو و تماس‌های تلفنی برای برنامه‌ریزی انتساب حمله به کشتی‌ها به ایران استناد کرده است. محمدجواد ظریف در مصاحبه با شبکه خبری فاکس نیوز به این گفته ترامپ در مبارزات انتخاباتی که به دنبال جنگ با ایران نیست ، اشاره می کند و بدین ترتیب بین دولت ترامپ و تیم ب تمایز قائل می شود. ظریف در سفر خود به ژاپن در مصاحبه با رسانه های ژاپنی ان. اچ. کی، کیودو و تی‌.بی‌.اس در خصوص آخرین تحولات برجام و اقدامات عملی ایران گفت که اقدامات جنگ طلبانه تیم ب مانند دست به خودکشی سیاسی زدن برای آن تیم است. 
عباس موسوی، سخنگوی وزارت امور خارجه ایران، در ارتباط با ادعای بدون ارائه شواهد جان بولتون در جمع خبرنگاران در ابوظبی که گفته بود مین های دریایی ایران می توانند در حمله به تانکرهای امارات متحده عربی مورد استفاده قرار گیرند  ، گفت که این ادعا ناشی از سیاست های ضد ایرانی "تیم B" است. 

## انتقاد
حامیان این نام گذاری برای این چند شخصیت معتقدند با تکیه بر اختلاف میان این تیم چهار نفره با رئیس جمهور آمریکا می‌توان اختلافات در هیات حاکمه آمریکا را تقویت کرد و به این ترتیب از برخی اشتباهات ترامپ جلوگیری کرد. در حالی که برخی از مخالفان ضمن رد کردن این فرضیه، معتقدند همان طور که در گذشته ثابت شد نمی‌توان میان کنگره آمریکا و کاخ سفید اختلاف انداخت یا جمهوریخواهان را به واسطه دموکرات‌ها کنترل کرد و اختلاف چندانی میان ترامپ و بولتون و نتانیاهو و ... وجود ندارد. 